# Hualcas
Hualcas, referenciado también como Hualcas I, es un caserío peruano ubicado en el distrito de Huarmaca, perteneciente a la provincia de Huancabamba del departamento de Piura, al norte del Perú. 

## Ubicación
Hualcas se ubica al suroeste de la provincia de Huancabamba, en el distrito de Huarmaca, en el departamento de Piura.

## Demografía
En 2017 Hualcas tenía una población de 151 habitantes.